# Pankasz megállóhely
Pankasz megállóhely egy Vas vármegyei vasúti megállóhely Pankasz településen, a GYSEV üzemeltetésében.
A belterület déli szélén helyezkedik el, közúti megközelítését a 7411-es útból, annak 19. kilométerénél dél felé kiágazó 74 327-es számú mellékút biztosítja.
A megállóhelyen nincs jegykiadás, a területén kerékpártároló, a közelében parkoló található. 2023. december 10-től a vonatok itt csak feltételesen állnak meg.

## Vasútvonalak
A megállóhelyet az alábbi vasútvonalak érintik:
- Boba–Bajánsenye-vasútvonal

## Kapcsolódó állomások
A megállóhelyhez az alábbi állomások vannak a legközelebb:
- Felsőjánosfa megállóhely (Boba–Bajánsenye-vasútvonal)
- Nagyrákos megállóhely (Boba–Bajánsenye-vasútvonal)

## Forgalom
| Járat        | Útvonal | Gyakoriság |
| ------------ | --- | ---------- |
| személyvonat | Zalaegerszeg – Zalaegerszeg-Ola – Andráshida – Bagod – Zalaszentgyörgy – Zalacséb-Salomvár – Budafa – Zalapatakalja – Zalalövő – Felsőjánosfa – Pankasz – Nagyrákos – Őriszentpéter – Bajánsenye – Hodoš (Őrihodos) | Napi 6 pár |